# Kabinettsregering
Kabinettsregering är en beteckning på en regering bestående av en inre krets, där viktiga beslut tas vid sidan av de övriga rådsmedlemmarna. I de fall där statschefen ingår i gruppen brukar styrelsesättet kallas allenarådande. En adjutant kan i sådant fall få en viktigare position än en minister. Det kan även hända att ”en svag” regent hålls utanför besluten.